# Xerodermia pigmentosa

La xerodermia pigmentosa se hereda de modo recesivo; los individuos violeta son heterocigóticos (portadores sanos); el individuo rojo es homocigótico recesivo (enfermo).

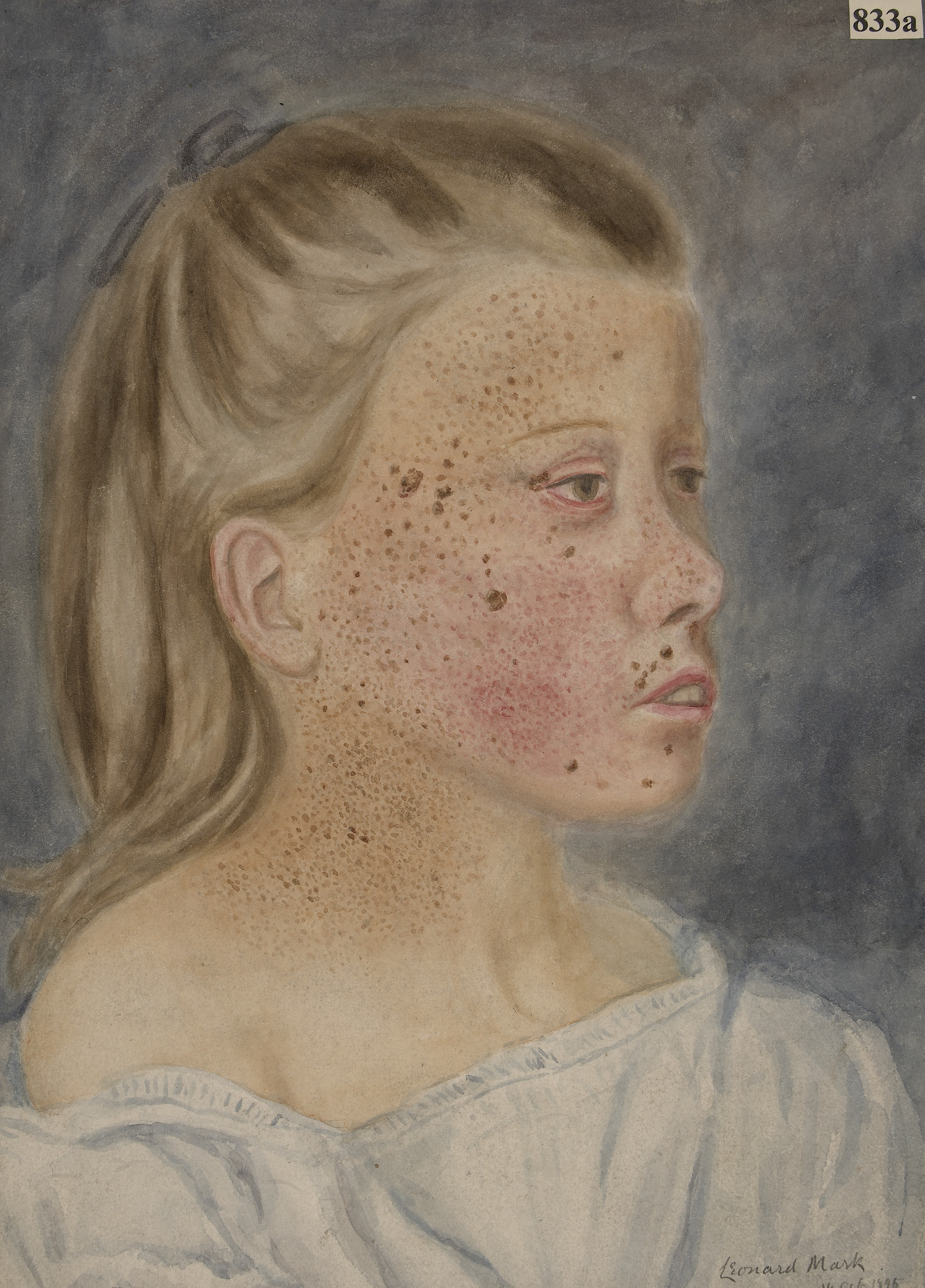

La xerodermia pigmentosa o xerodermia pigmentaria (xeroderma pigmentosum), también abreviada XP, es una rara enfermedad hereditaria de la piel que tiene carácter autosómica recesiva y en donde el homocigoto recesivo muestra una marcada tendencia a desarrollar cáncer de piel como consecuencia de la exposición al sol; los heterocigotos son frecuentemente asintomáticos, es decir, no desarrollan la enfermedad. Está causada por un mal funcionamiento de los mecanismos de reparación del ADN, y fue la primera enfermedad de este tipo conocida.

## Frecuencia y síntomas
La mayor parte de pacientes son hijos de matrimonios consanguíneos, lo que determina que en los países donde los matrimonios entre parientes sean más frecuentes, también lo será la incidencia de XP, como en el caso de Egipto, Israel o Chile. En general, la frecuencia de esta enfermedad es de uno cada 250 000 nacimientos. Aunque la enfermedad es sospechada por los efectos de la luz solar sobre las zonas expuestas (piel y ojos), existen variedades de XP en donde el compromiso neurológico es muy serio, determinando un cuadro de una progresiva deficiencia mental, sordera, ataxia, retardo en el crecimiento, microcefalia y arreflexia. No existe por el momento un tratamiento efectivo para esta enfermedad por lo que solo se recomienda evitar la exposición al sol y realizar la extirpación de tumores que vayan apareciendo.
 

## Causa
La xerodermia pigmentosa está asociada con un defecto en el mecanismo de reparación del ADN dañado por la luz ultravioleta, concretamente la reparación por escisión de nucleótido (NER). La lesión más significativa que produce la luz ultravioleta sobre el ADN consiste en la formación de los dímeros de timina; dos timinas adyacentes (en una misma cadena de ADN) se sueldan covalentemente, determinando problemas muy serios en el proceso de replicación del ADN, que finalmente explican molecularmente las alteraciones que presentan los pacientes con XP.
La enfermedad es consecuencia de la mutación de cualquiera de los siete genes XP implicados en la reparación del ADN.